# Crawlspace (pel·lícula de 1986)
|  | Per a altres significats, vegeu «Crawlspace». |

Crawlspace és el títol original d'una pel·lícula de terror produïda per Empire Pictures, filmada a Itàlia en 1986. Va ser realitzada per David Schmoeller, i interpretada en els seus principals papers per Klaus Kinski, Talia Balsam i Tane McClure. A Espanya fou estrenada com El ático.

## Argument
El Dr. Gunther es troba assegut davant una taula, sumit en els seus pensaments. Llavors, subjecta un regirar, ho apunta contra el seu cap, i estreny el gallet. No obstant això, el percutor no troba una bala per a ser disparada. Que així sigui, pronuncia, i s'incorpora de la cadira. El Dr.Gunther (Klaus Kinski), fill d'un criminal de guerra nazi, i responsable ell mateix de diversos crims durant el seu exercici professional a Amèrica del Sud, viu actualment de llogar els apartaments de l'edifici en el que viu. No obstant això, Gunther no ha abandonat les seves antigues obsessions, reté a una dona a l'àtic de l'edifici, i sotmet a vigilància a les noies a les que lloga els apartaments, creant una espècie de crawlspace o espai fitat per ell, en el qual posseeix el control absolut, i pot donar satisfacció als seus desitjos més ocults. Entre les seves inquilines es troben una estudiant (Talia Balsam) i una actriu de soap opera. Un dia, Gunther rep la visita d'un home, Josef Steiner (Kenneth Robert Shippy), qui diu ser germà d'un home al qual Gunther va atendre a Amèrica, i de la mort del qual responsabilitza al doctor. Això contribuirà encara més al desballestament de Gunther, i tindrà unes conseqüències imprevisibles per a Steiner i les ocupants de l'edifici...

## Repartiment
- Dr. Karl Gunther (Klaus Kinski)
- Lori Bancroft (Talia Balsam)
- Harriet Watkins (Barbara Whinnery
- Jessica Marlow (Carole Francis)
- Sophie Fisher (Tane McClure) (Acreditada com Tane)
- Martha White (Sally Brown
- Alfred Lassiter (Jack Heller)
- Hank Peterson (David Abbott)
- Josef Steiner (Kenneth Robert Shippy)
- Inquilí rebutjat (David Schmoeller) (Sense acreditar)

## Recepció crítica
Crawlspace va rebre una resposta generalment negativa de la crítica. Michael Wilmington de Los Angeles Times va destrossar la pel·lícula, afirmant: "La construcció de la història de l'escriptor-director David Schmoeller és tan inepta que la pel·lícula sembla començar durant el mig ... Apart de Kinski, qui projecta aquesta tensió interna que et preguntes si està intentant aguantar-se el riure, i la fotografia aguda de Sergio Salvati, aquesta pel·lícula no té res de digne d'elogiar, fins i tot és maleïdament feble".
TV Guide li va adjudicar 1 / 4 estrelles qualificant-la, "No és tan gore com la majoria de les entrades, Crawlspace és, simplement, lletja i inquietant".
eFilmCritic.com atorga a la pel·lícula 2 estrelles qualificant-la una altra oportunitat perduda a l'autopista de quatre carrils pavimentada amb oportunitats perdudes en que s'ha aconvertit el gènere de terror.
DVD Talk va donar a la pel·lícula una crítica positiva afirmant: Finalment, això és una mica previsible i, sens dubte, del costat fosc i esgarrifós, però Kinski lliura la mercaderia aquí. És molt ben feta i de vegades genuïnament creativa i es basa en una conclusió suficientment retorçada. De la mateixa manera, Patrick Bromley de DVD Verdict 
també va fer una crítica positiva a la pel·lícula, i va escriure, ... Kinski és incapaç de ser poc interessant com a actor ... Crawlspace en última instància funciona perquè hi ha un malvat tan fascinant i convincent al seu centre: l'escriptor/director David Schmoeller ... comprèn el raig que ha captat amb el seu líder i fa ús total de l'actor.
A Rotten Tomatoes la pel·lícula té una qualificació d'aprovació del 9% basada en 11 comentaris, amb una valoració mitjana ponderada de 4,2/10.